# Lady Rose's Daughter
Lady Rose's Daughter er en amerikansk stumfilm fra 1920 instrueret af Hugh Ford.

## Medvirkende
- Elsie Ferguson som Lady Maude / Lady Rose Delaney / Julie Le Breton
- Frank Losee som Lady Maude's Husband
- David Powell som Warkworth
- Holmes Herbert som Jacob Delafield
- Ida Waterman som Lady Henry Delafield
- Warren Cook